# Architeuthidae
Architeuthidae zijn een familie van weekdieren uit de klasse van de Cephalopoda (inktvissen). 

## Geslachten
Het volgende geslacht is bij de familie ingedeeld:
- Architeuthis Steenstrup, 1857

### Synoniemen
- Dinoteuthis More, 1875 => Architeuthis Steenstrup, 1857
- Dubioteuthis Joubin, 1900 => Architeuthis Steenstrup, 1857
- Megaloteuthis Kent, 1874 => Architeuthis Steenstrup, 1857
- Megateuthus Hilgendorf, 1880 => Architeuthis Steenstrup, 1857
- Mouchezis Vélain, 1877 => Architeuthis Steenstrup, 1857
- Plectoteuthis Owen, 1881 => Architeuthis Steenstrup, 1857
- Steenstrupia Kirk, 1882 => Architeuthis Steenstrup, 1857